# Georges de Nédonchel
Georges Alexandre François de Nédonchel (Doornik, 10 april 1813 - 8 december 1901) was een Belgisch edelman, van Franse afkomst.

## Geschiedenis
De familie de Nédonchel, oorspronkelijk feodale heren van het dorp dat hun naam draagt,  behoorde tot de oudste adellijke geslachten van Artesie. In 1723 verleende koning Lodewijk XV de titel markies van Bouvignies, overdraagbaar bij eerstgeboorte, ten gunste van Octave-Alexandre de Nédonchel, voorvader van Georges. Tijdens de omwentelingen van de Franse Revolutie vluchtte de markies Octave-Eugène de Nédonchel (1749-1827) met zijn gezin uit Frankrijk en vestigde zich in de streek van Doornik. Zijn oudste zoon en opvolger, de markies Charles Alexandre de Nédonchel (1776-1848), keerde terug naar Frankrijk, terwijl zijn jongere zoon Eugène (1777-1860) huwde binnen de lokale adel en in Doornik bleef wonen.

## Levensloop
Graaf Georges de Nédonchel was de enige zoon en het derde kind van graaf Eugène de Nédonchel (voornoemd) en van Henriette du Sart de Bouland. Zijn oudste zus Marie-Thérèse trouwde met de markies de Courtebourne en stichtte het bedevaartsoord Oostakker-Lourdes op het kasteel Slotendries, dat eigendom was van de familie de Courtebourne.
Georges de Nédonchel trouwde in Parijs in 1838 met Antoinette de Choiseul (1812-1870), dochter van graaf César René de Choiseul-Praslin (zoon van de hertog van Praslin), en van Amélie Mauconvenant de Sainte Suzanne. Het echtpaar had twee dochters. Het gezin woonde tijdens de winter in Doornik en Parijs en tijdens de zomermaanden op het kasteel van Boussu, dat de graaf erfde van zijn vader. Later erfde zijn vrouw ook het kasteel van Quintin in Bretagne. 
Nédonchel werd ridder van de Orde van Malta en commandeur in de Orde van het Heilig Graf van Jeruzalem, alsook geheim kamerheer van de paus. Hij was voorzitter van de Société historique et littéraire in Doornik, van de archiefcommissie en van de musea van deze stad.
In 1893 werd hij ingelijfd in de Belgische erfelijke adel, met de titel graaf, overdraagbaar bij eerstgeboorte.
De oudste dochter en erfgename Caroline de Nédonchel (1840-1905) werd de tweede vrouw van haar volle neef Amédée de Calonne, markies de Courtebourne (1832-1876), maar dit huwelijk bleef kinderloos. De jongere dochter Mathilde (1842-1867) was al overleden op jonge leeftijd. Als gevolg van het vroegtijdig overlijden van haar echtgenoot werd Caroline de Nédonchel karmelietes. Na haar dood werd het kasteel van Boussu geërfd door de familie de Chabannes, nakomelingen van haar tante Marie Claire de Nédonchel (1812-1891), terwijl het kasteel van Quintin werd overgedragen aan de nakomelingen van haar tante Clotilde de Choiseul (1821-1885), door huwelijk gravin de Polignac. 